# Землянка (Новосергієвський район)
Земля́нка (рос. Землянка) — село у складі Новосергієвського району Оренбурзької області, Росія.

## Населення
Населення — 559 осіб (2010; 487 у 2002).
Національний склад (станом на 2002 рік):
- росіяни — 95 %